# Bastilla derogans
Bastilla derogans là một loài bướm đêm thuộc họ Erebidae. Loài này có ở châu Phi, bao gồm Swaziland, Nam Phi, Réunion, São Tomé và Príncipe.
Ấu trùng ăn các loài Pinus.